# Ведзатхеви
Ведзатхеви (груз. ვეძათხევი) — село в Грузии, в муниципалитете Душети края Мцхета-Мтианети. 

## География
Село расположено в центральной части края, в 10 километрах по прямой к северо-западу от центра муниципалитета Душети. Высота центра — 980 метров над уровнем моря.

## Население
По данным переписи населения 2014 года, в селе проживало 18 человек.
| Год  | Население | Мужчины | Женщины |
| ---- | --------- | ------- | ------- |
| 2002 | 51        | 31      | 20      |
| 2014 | 18        | 13      | 5       |